# جلال أباد (فراغة)
جلال أباد (بالفارسية: جلال‌آباد) هي قرية تقع في إيران في قسم فراغة الريفي. يقدر عدد سكانها بـ 42 نسمة .